# 吉村角次郎
吉村 角次郎（よしむら かくじろう、1844年10月19日（弘化元年9月8日）- 1921年（大正10年）10月8日）は、幕末から大正期の実業家、政治家。貴族院多額納税者議員。

## 経歴
紀伊国那賀郡山崎組畑毛村（和歌山県那賀郡山崎村、岩出町を経て現岩出市）で、吉村六右衛門の息子として生まれた。元治元年（1864年）以降、那賀郡畑毛村ほか3ヵ村庄屋、戸長を務めた。
1875年（明治8年）父の死去に伴い家督を相続した。1878年（明治11年）頃から津村重兵衛と協力して養蚕業の振興に尽力。1890年（明治23年）居谷平助と共同で岩出製糸工場を設置し、他に畑毛製糸を設立して経営したが、経済状況の悪化により、1895年（明治28年）に畑毛製糸が、翌年には岩出製糸工場が閉鎖を余儀なくされた。しかし、1904年（明治37年）に岩出製糸工場を再開した。また、1882年（明治15年）頃に津村重兵衛、居谷平助と金融会社・岩出融通社を設立したが、1889年（明治22年）に解散した。この間、近在の土地の買い占めを行った。1889年5月、山崎村の初代村長に就任し、同年10月まで在任した。
実業界では密接な協力関係にあった津村重兵衛であったが政界では立場を異にし、津村は自由民権派で、吉村は陸奥宗光派に加わり激しく対立した。帝国議会開設の際に初回の貴族院多額納税者議員選挙で候補となったが、陸奥派内で前田謙祐の擁立の動きがあり辞退した。しかし前田が在任1年未満で死去し、1892年（明治25年）の補欠選挙で貴族院議員に互選され、同年6月29日から1897年（明治30年）9月28日まで在任した。

## 親族
長女は早逝したが男子6名が成人した。子を養子に出すことを好まず財産を分与して独立させた。
- 長男 吉村友之進（貴族院多額納税者議員）
- 二男 吉村幹三郎（海軍法務官）
- 三男 吉村謙一郎（朝鮮総督府官僚）
- 四男 吉村藤太郎（肥料商）
- 五男 吉村邦行（丸栖製糸場主）
- 六男 吉村秀雄（酒造業・吉村秀雄商店創業者）